# Blak Twang
Tony Olabode (Manchester, Engleska, Ujedinjeno Kraljevstvo, 1972.), bolje poznat po svom umjetničkom imenu Blak Twang (poznat i kao Tony Rotton, te Taipanic) je britanski reper, tekstopisac i glazbeni producent iz Londona, Engleske, Ujedinjenog Kraljevstva. Trenutno ima potpisan ugovor s diskografskom kućom Abstract Urban. Blak Twang je svoju glazbenu karijeru započeo 1995. godine kada je objavio singl "What's Goin' On". Svoj debitantski studijski album Dettwork SouthEast objavio je 1996. godine. Dvije godine kasnije objavio je i drugi studijski album 19 Long Time (Live from the Big Smoke). Godine 2002. objavio je i treći album Kik Off, a potom 2005. godine uslijedio je album The Rotton Club. Peti studijski album Speaking from Xperience objavio je 2008. godine.

## Biografija

### Djetinjstvo i mladost (1972. – 1994.)
Blak Twang je rođen kao Tony Olabode, 1972. godine u Manchesteru, Engleskoj, Ujedinjenom Kraljevstvu. Odrastao je u jugoistočnom dijelu Londona, točnije u Deptfordu, Lewishamu.

## Diskografija
- Dettwork SouthEast (1996.)
- 19 Long Time (Live from the Big Smoke) (1998.)
- Kik Off (2002.)
- The Rotton Club (2005.)
- Speaking from Xperience (2008.)

## Vanjske poveznice
- Blak Twang na Twitteru
- Blak Twang na MySpaceu
- Blak Twang na Allmusicu
- Blak Twang na Discogsu
- Blak Twang  Arhivirana inačica izvorne stranice od 14. veljače 2021. (Wayback Machine) na MTV